# World Waterfall Database
O World Waterfall Database é uma base de dados geograficamente relacionadas com cachoeiras do mundo. Fundada pelo Americano Bryan Swan e Dean Goss, pode ser consultado on-line desde 2002.